# Air Amo
Air Amo is een bestuurslaag in het regentschap Sijunjung van de provincie West-Sumatra, Indonesië. Air Amo telt 2983 inwoners (volkstelling 2010).